# Dominic Zamprogna
Dominic Zamprogna (Hamilton, 21 april 1979) is een Canadees acteur.

## Filmografie
Uitgezonderd eenmalige gastrollen.
- To the Moon and Back (2019), als Robert Westfield
- General Hospital (2009-heden), als Dante Falconeri
- Tin Star (2019), als Estuardo
- Stargate Universe (2009), als Dr. Boone
- 2012 (2009), als dokter
- Hostile Makeover (2009), als Tate
- Cutting for Stone (2008), als Phillip
- The L Word (2008), als Greg & Jim
- Bionic Woman (2007), als dokter
- A Valentine Carol (2007), als Ben
- Battlestar Galactica (2004-2006), als James "Jammer" Lyman
- Battlestar Galactica: The Resistance (2006), als James "Jammer" Lyman
- Deadly Skies (2006), als Hockstetter
- Engaged to Kill (2006), als Nick & Ivan
- The Engagement Ring (2005), als Johnny
- It Waits (2005), als Justin Rawley
- Edgemont (2001-2005), als Mark Deosdade
- Bloodsuckers (2005), als Damian
- Meltdown (2004), als Steve Ritchie
- Da Vinci's Inquest (2003), als politieagent
- Drummer Boy (2002), als Philip Renold
- Danger Beneath the Sea (2001), als Ryan Alford
- Dying to Dance (2001), als Zack
- Come l'America (2001), als Matteo
- Rivals (2000), als Andrew
- Tales from the Cryptkeeper (1993-1999), als Vincent, Kid, Simon & Peter
- Wind at My Back (1996-1997), als Tony Piretti
- Kung Fu: The Legend Continues (1994-1997), als Matt
- The Book of Jamie G. (1997), als Jamie G.
- The Boys Club (1996), als Kyle
- The NeverEnding Story (1995-1996), als Artreyu
- Iron Eagle IV (1995), als Rudy Marlowe
- Fight for Justice: The Nancy Conn Story (1995), als Billy
- Are You Afraid of the Dark? (1993-1994), als Rush Keegan & Jed
- The Trial of Red Riding Hood (1992), als onbekende rol
- Wojeck: Out of the Fire (1992), als Jesus Arcadio
- F/X2 (1991), als Chris Brandon

- Biblioteca Nacional de España: XX1287729
- International Standard Name Identifier: 0000 0000 7823 6516
- Library of Congress Control Number: no2003059856
- Virtual International Authority File: 53839456
- WorldCat: E39PBJpV3vwY6trdD6x9FFmrv3